# Associazione Calcio Fano Alma Juventus 1977-1978
Questa pagina raccoglie le informazioni riguardanti l'Associazione Calcio Fano Alma Juventus nelle competizioni ufficiali della stagione 1977-1978.

## Rosa
| N. |                   | Ruolo | Calciatore       |
| -- | ----------------- | ----- | ---------------- |
|    | Italia (bandiera) | A     | Lorenzo Barbieri |
|    | Italia (bandiera) | A     | Mario Berardo    |
|    | Italia (bandiera) | D     | Daniele Briganti |
|    | Italia (bandiera) | D     | Auro Buratti     |
|    | Italia (bandiera) | D     | Bruno Cadei      |
|    | Italia (bandiera) | A     | Angelo Calisti   |
|    | Italia (bandiera) | D     | Oliviero Capponi |
|    | Italia (bandiera) | D     | Fabio Cazzola    |
|    | Italia (bandiera) | A     | Bruno Del Pelo   |
|    | Italia (bandiera) | A     | Leo Ferrini      |
|    | Italia (bandiera) | C     | Ivan Gregori     |
|    | Italia (bandiera) | P     | Gabriele Guerra  |
|    | Italia (bandiera) | C     | Maurizio Guerra  |

| N. |                   | Ruolo | Calciatore         |
| -- | ----------------- | ----- | ------------------ |
| 11 | Italia (bandiera) | A     | Stefano Solazzi    |
|    | Italia (bandiera) | C     | Claudio Innocentin |
|    | Italia (bandiera) | D     | Antonio Mangherini |
|    | Italia (bandiera) | C     | Massimo Marchini   |
|    | Italia (bandiera) | D     | Maurizio Marchini  |
|    | Italia (bandiera) | P     | Bruno Orazi        |
|    | Italia (bandiera) | A     | Ordonselli         |
|    | Italia (bandiera) | C     | Maurizio Pagliacci |
|    | Italia (bandiera) | C     | Daniele Pierini    |
|    | Italia (bandiera) | P     | Andrea Rubini      |
|    | Italia (bandiera) | C     | Adriano Pisano     |
|    | Italia (bandiera) | D     | Domenico Servadio  |
|    | Italia (bandiera) | A     | Claudio Trevisan   |
|    | Italia (bandiera) | C     | Vittorio Zanetti   |